# Martin Hayes (musicien)
Pour les articles homonymes, voir Hayes et Martin Hayes.
Martin Hayes, né en 1962 à Maghera (près de Feakle, est du comté de Clare), est un musicien traditionnel (fiddler) irlandais, qui vit actuellement aux États-Unis (Connecticut).

## Biographie
Martin Hayes est né en 1962 à l'est du comté de Clare, une région réputée pour son héritage musical traditionnel. Son père, PJ Hayes, est, en 1946, l'un des membres fondateurs du célèbre groupe The Tulla Céilí Band, tandis que son oncle, Paddy Canny, est un fiddler réputé, et sa sœur Helen, une chanteuse traditionnelle renommée.
Il commence le violon à sept ans, et à treize ans, il participe à des compétitions internationales. Il remporte six fois le titre de champion All-Ireland Fleadh, en solo ou en duo avec Mary McNamara. À l'âge de quatorze ans, il est déjà un membre régulier de The Tulla Céilí Band qui se produit à cette époque en Irlande, en Angleterre ou aux États-Unis.
Parmi ses références musicales, on retrouve Micho Russell (en), Paddy Fahey, Tommy Potts (en) et Miles Davis.
Peu après ses vingt ans, Martin Hayes s'installe à Chicago, où il joue du violon traditionnel, puis, plus tard, du rock celtique avec Midnight Court. C'est à cette période qu'il rencontre le guitariste Denis Cahill, avec qui il collaborera pendant plus de dix ans.
Bien qu'il soit à présent installé dans le Connecticut, Martin Hayes passe une grande partie de l'année en Irlande, pour des concerts ou pour y dispenser des cours, en particulier à la Willie Clancy Summer School. Il est le directeur musical du festival Masters of Tradition, organisé chaque été depuis 2003 à Bantry (comté de Cork).
En 2000, il est récompensé du titre de musicien de l'année par la BBC Radio 2 (BBC Radio 2 Folk Awards), et en 2008, il est consacré Traditional Musician of the Year par la télévision irlandaise TG4.

## Discographie
Martin Hayes a enregistré cinq albums – The Shores of Lough Graney avec son père P.J. Hayes et Mark Gregory ; un album éponyme, avec Randall Bays à la guitare et Jim Chapman au piano ; Under the Moon, avec Steve Cooney à la guitare, P.J. Hayes au fiddle, Randal Bays à la guitare et au violon, John Williams aux concertina et accordéon ; The Lonesome Touch, Live in Seattle et Welcome Here Again avec Dennis Cahill. Il apparaît également dans un certain nombre d'enregistrements en collaboration avec d'autres musiciens de l'est du comté de Clare, tels que Christy McNamara (The House I was Reared In), Mary MacNamara (Traditional Music from East Clare) et la compilation Reeling Through the Years célébrant les vingt ans du Feakle Festival.
Albums personnels
- The Shores of Lough Graney (1990 et 2011) ;
- Martin Hayes (1992) ;
- Under the Moon (1995).

Martin Hayes et Dennis Cahill
- The Lonesome Touch (1997) ;
- Live in Seattle (1999) ;
- Welcome Here Again (2008).

Avec The Tulla Céilí Band
- A Celebration of 50 Years (1996) ;
- 60th Anniversary Celebration (2007).

Collaborations
- My Love is in America, The Boston College Fiddle Festival (1991) ;
- Traditional Music from East Clare, de Mary MacNamara (1994) ;
- John Williams, de John Williams (1995) ;
- The Gathering (1997) ;
- Celtic Sessions de William Coulter (1997) ;
- Solo Fiddle, de Kevin Burke (1999) ;
- Poor Man's Troubles de Bruce Molsky (2000) ;
- I Could Read the Sky de Iarla Ó Lionáird (2000) ;
- Murphy's Irish Pub avec Laura MacKenzie, John Williams et Dean Magraw (2005) ;
- The Wildlife Album (2005) ;
- Sligo Live 06 (2006) ;
- The House I Was Reared In de Christy McNamara (2007) ;
- Reeling Through The Years (2007) ;
- Today, Tomorrow & on Sunday, de Helen Hayes (2008) ;
- The Humours of Tulla, The Tulla Comhaltas Archive Collection (2009) ;
- Triúr Sa Draighean, avec Peader O’ Riada et Caoimhín Ó Raghallaigh (2010).